# Бігунець червононогий
Бігунець червононогий (Rhinoptilus chalcopterus) — вид сивкоподібних птахів родини дерихвостових (Glareolidae).

## Поширення
Вид досить поширений в країнах Субсахарської Африки. Мешкає у саванах, на луках, полях. Уникає тропічних лісів та спекотних пустель.